# Венесуэльский стрижик
Стрижик венесуэльский, или венесуэ́льский америка́нский стриж (лат. Streptoprocne phelpsi), — вид птиц из семейства стрижиных. Стриж средних размеров с длинным телом, относительно широкими крыльями и небольшой вилочкой на хвосте. По горлу проходит ярко-оранжевый воротник, яркое оперение также опускается на грудь и поднимается по бокам головы и на затылке.
Обитает в столовых горах Венесуэлы к югу от Ориноко, встречается также в Гайане и в горах Бразилии на границе с Венесуэлой. Был описан Коллинзом в 1972 году, хотя встречается в музейных коллекциях с 1882 года.

## Описание
Стриж средних размеров с длиной тела 16,5 см и массой 20—24 г у самцов и 19—23,5 г у самок, одни из самых мелких представителей рода Streptoprocne. Длина крыла составляет 129,5—140,5 мм, хвоста — 56,5—66 мм (глубина разреза на хвосте — 5,5—13 мм), длина клюва — 3,7—4,5 мм. У птиц крепкое тело, длинные, относительно широкие крылья и широкий хвост с умеренным разрезом. Оперение очень чёрное, горло и воротник ярко-оранжевого цвета, у самок бледнее. Воротник может заходить на грудь, а также подниматься на затылок и по бокам головы до уровня глаз. Молодые птицы отличаются менее глубоким разрезом на хвосте и бледными кончиками перьев по всей нижней части тела. У некоторых птиц на груди несколько (от трёх до шести) белых перьев. Радужка глаза коричневая, клюв — чёрный.
От красношейного американского стрижа (Streptoprocne rutila) данный вид отличается цветом оперения воротника и более глубокой вилкой на хвосте, однако ареалы птиц почти не пересекаются. Размерами венесуэльский стрижик схож с белогорлым американским стрижом (Cypseloides cryptus), обитающим в том же регионе, но обладающим более коротким хвостом и не имеющим оранжевого воротника.
Вокализация венесуэльского стрижика отличается от красношейного американского стрижа. Эти птицы менее шумные, а их позывки более мелодичные. Выделяются короткие, часто повторяющиеся «chup» или «chip», иногда очень быстрые и переходящие в трещотку — «chup…chup…chup…chi-ri-rrrrrrrrrr…rreee…rreee…rreee» или «weet….jrrrrrrrrrrr….rrwit…rwit…rwit..». В полёте могут издавать «tic». Вдалеке от мест гнездования птицы обычно тихие.

## Распространение
Венесуэльские стрижики обитают на юге Венесуэлы (в штатах Амасонас и Боливар), на северо-западе Гайаны (в горах Меруме) и в горах на самом севере Бразилии вдоль границы с Венесуэлой. В первоначальном описании Коллинз включает в ареал столовые горы тепуи к югу от реки Ориноко в Венесуэле и смежные с ними территории Гайаны и Бразилии. В феврале 1972 года (по другим данным, в феврале 1960 года) была поймана птица в биологической станции Rancho Grande на территории современного национального парка Анри Питтье в Арагуа на севере Венесуэлы. Площадь ареала составляет 310 000 км².
Птицы обитают в горных вечнозелёных лесах, тропических равнинных лесах или над злаковыми полями. На гнездовых территориях птицы встречаются на высоте 400—1400 м над уровня моря, во время перелётов — выше 1100 м. В других источниках приводится высота 200—2200 м над уровня моря, иногда до 2600 м. Часто образуют стаи вместе с ошейниковым американским стрижом (Streptoprocne zonaris). В 1941 году Гиллиард наблюдал стаю, приблизительно состоящую из пяти тысяч стрижей.
Птицы ведут оседлый образ жизни в тепуи. Во время длительных перелётов птицы летят прямо и на большой высоте.
Международный союз охраны природы относит венесуэльского стрижика к видам под наименьшей угрозой. Птицы достаточно часто встречаются в пределах своего ареала. Потери лесов Амазонии соответствуют 4,1—8,3 % потери ареала за три поколения (около 22 лет).

## Питание
Как и все представители семейства, венесуэльский стрижик питается насекомыми. Особенности охоты и рациона неизвестны. В одном исследованном желудке были найдены остатки крылатых муравьёв, маленьких насекомых и один экземпляр равнокрылых.
Венесуэльские стрижики могут охотится на низкой высоте, прямо над верхушками деревьев или над полями, несколько минут летают кругами по малой площади. При этом быстрые взмахи крыльев чередуются со скольжением по дугам, во время которого крылья опущены вниз, заметно ниже горизонтального уровня. Они часто добывают корм в стаях по 10—20 птиц, иногда вместе с ошейниковыми американскими стрижами.

## Размножение
Предположительно, сезон размножения приходится на конец весны и начало лета (в терминах северного полушария). Птицы могут формировать гнездовые колонии, однако в непосредственной близости от гнезда демонстрируют территориальное поведение. О брачном поведении известно мало, скорее всего птицы моногамны.
Гнёзда расположены на вертикальных поверхностях около небольших водотоков на высоте 1,5 м. Основным строительным материалом являются мхи. Какая-либо информация о кладке отсутствует.

## Систематика
Экземпляр венесуэльского стрижика с Гайаны был описан ещё британскими учёными Филипом Склейтером и Фредериком Дьюкейном Годманом в 1882 году, но они не рассматривали его как отдельный таксон; в своём описании они указали, что этот экземпляр принадлежит виду, описанному французским орнитологом Луи Жаном Пьером Вьейо в 1817 году. Данное ошибочное утверждение было повторено во многих работах, включая классификацию американского орнитолога Джеймса Ли Питерса в 1940 году. Коллинз указал, что экземпляр Склейтера и Годмана не подходит под описание Вьейо. Он описал венесуэльского стрижика в 1972 году на основе самца со столовой горы Ауян-Тепуи в штате Боливар в Венесуэле и отнёс его к роду Cypseloides. Экземпляр был получен 14 февраля 1938 года на высоте около 1100 метров во время работы венесуэльской экспедиции Фелпса (Phelps Venezuela Expedition).
Мануэль Марин (Manuel Marin) и Франк Гарфилд Стайлс отнесли данный вид и схожего с ним красношейного американского стрижа к роду Streptoprocne на основе размеров кладки, особенностей развития птенцов и оперения. Возможно, данный вид является сестринским по отношению к красношейному американскому стрижу. Видовое название венесуэльский стрижик получил в честь младшего Уильяма Генри Фелпса, который занимался изучением птиц Венесуэлы.
Международный союз орнитологов относит вид к роду Streptoprocne и не выделяет подвидов. Некоторые учёные, в частности BirdLife International, продолжают относить вид к роду американских стрижей и использовать название Cypseloides phelpsi.